# Kopf-Raum-Gruppe

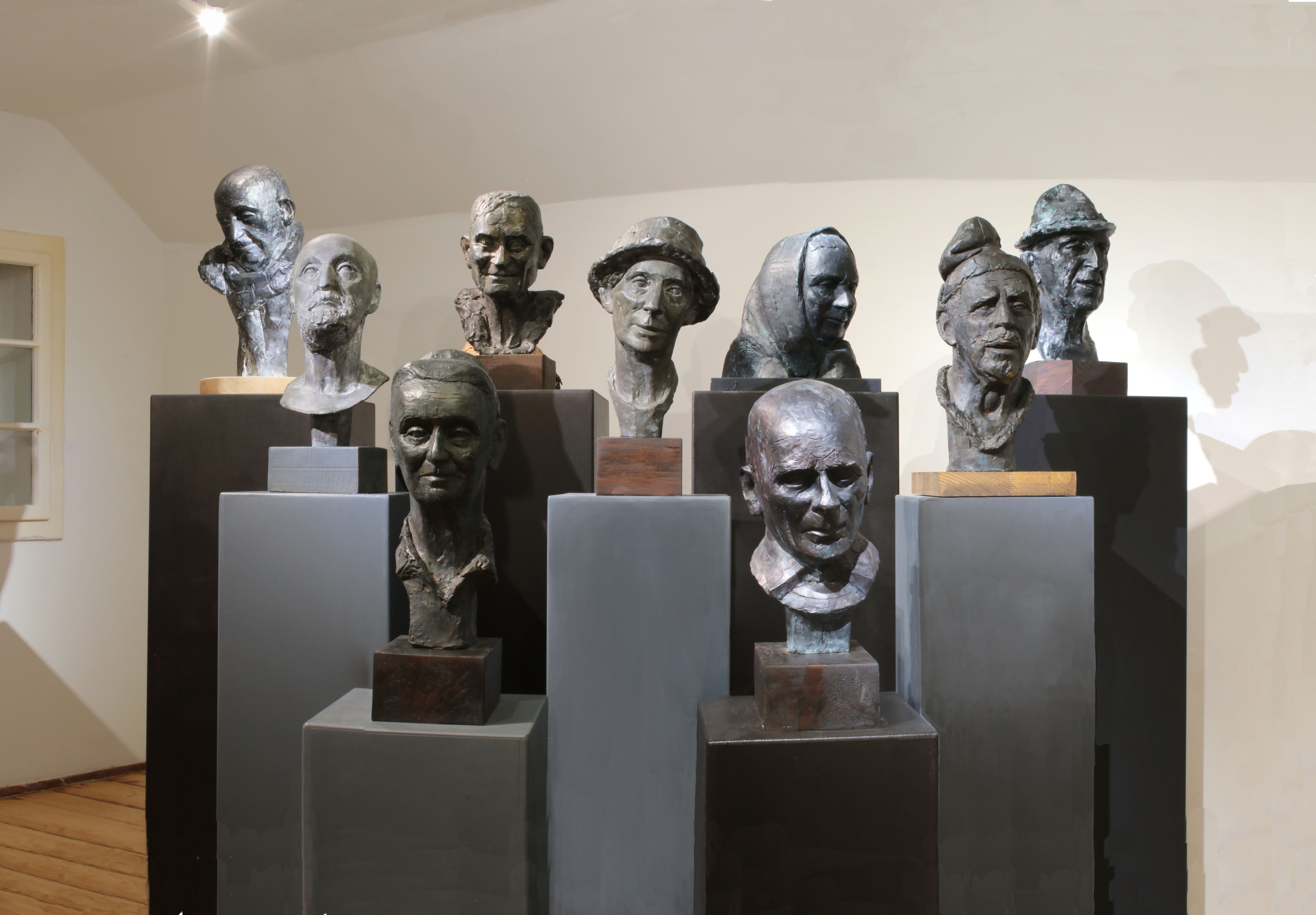
Hortensia: Kopf-Raum-Gruppe, 2009–2013

Die Kopf-Raum-Gruppe ist eine Skulpturengruppe, die von der österreichischen Bildhauerin Hortensia von 2009 bis 2013 geschaffen wurde. Sie befindet sich seit 2019 im Eigentum der Stadtgemeinde Deutschlandsberg.

## Beschreibung

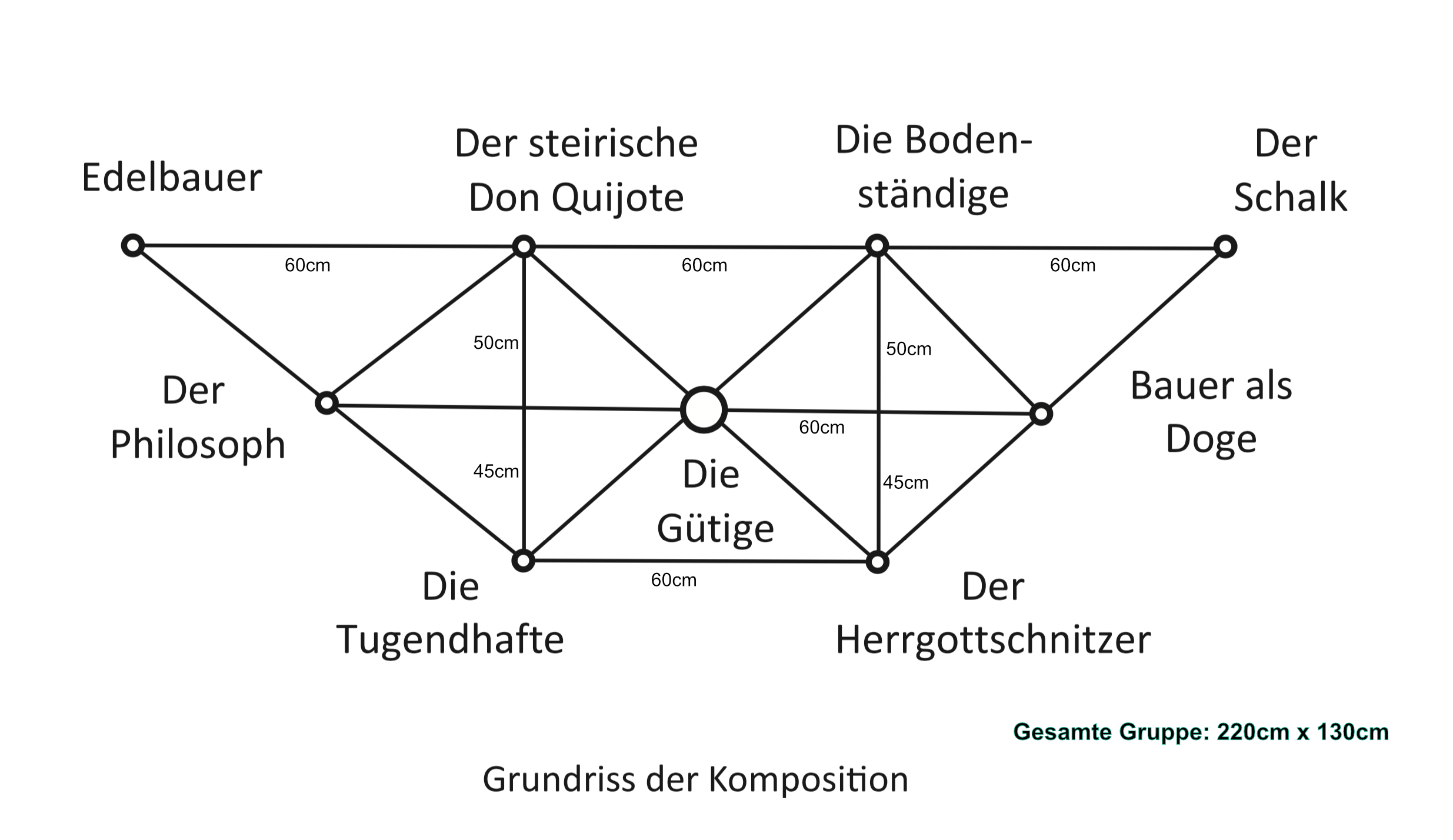
Grundriss der Kopf-Raum-Gruppe

Die Kopf‐Raum‐Gruppe ist eine Komposition von Kopfskulpturen zu einem klar konturierten Gruppenbild von unterschiedlichen Einzelcharakteren. Neun Skulpturen werden in jeweils drei Reihen räumlich hintereinander und drei Ebenen übereinander gestaffelt. Die schachbrettartige Anordnung der Form‐Raum‐Gruppe bildet ein System von parallelen Diagonalen mit einem zentralen Kreuzpunkt. Die Lebendigkeit der Gruppierung, ihre Schlüssigkeit, entsteht einerseits durch den Auf‐und‐Ab‐Rhythmus der Setzung der Skulpturen und andererseits durch die Überschneidungen der Formführung im Raum.

Skulpturen der vorderen Reihe: Die Tugendhafte (2011), Der Herrgottschnitzer (2011) 

Skulpturen der mittleren Reihe: Der Philosoph (2012), Die Gütige (2013), Bauer als Doge (2011) 
Skulpturen der hinteren Reihe: Edelbauer (2012), Der steirische Don Quijote (2009), Die Bodenständige (2009), Der Schalk (2010)

## Geschichte
Als die Bildhauerin Hortensia im Jahr 2008 nach Bad Gams kam, hatte sie die Vision, ein Menschenbild dieser Region zu formen. Schon bald entstanden die ersten Skulpturen der Kopf-Raum-Gruppe. „Ein Portrait fügte sich nach und nach an das andere, am Ende waren es neun, und aus diesen neun Skulpturen, jede eine Welt für sich, jede ein Kosmos, entstand schließlich, durch präzise Anordnung, durch Reihung und Staffelung nach den strengen Gesetzen der Geometrie ein zehntes: die Gruppe als Ganzes, als gleichsam architektonisches Gefüge“. Seit 2013 ist die Kopf-Raum-Gruppe abgeschlossen. Sie wurde unter anderem bei der Ausstellung Form und Raum 2014 im Museum Archeo Norico auf Burg Deutschlandsberg und 2016 im Langenzersdorf Museum gezeigt. Im Jahr 2019 wurde die gesamte Gruppe von der Stadtgemeinde Deutschlandsberg erworben.

## Bedeutung
„Mit der Kopf‐Raum‐Gruppe hat Hortensia einem, wie sie selbst im Gespräch sagt, verschwindenden Menschenschlag, den Abkömmlingen einer bäuerlichen Lebenswelt, die wie aus der Zeit gefallen wirkt, einer lokalen, überschaubaren Welt unverwechselbarer Originale, ein Denkmal gesetzt, ein Denkmal aus innerem Auftrag, ein Denkmal weit entfernt von allem vordergründig Monumentalen, ein Denkmal ohne repräsentative Funktionen, ein Denkmal, das sich seinen eigenen Raum schafft, einen Raum reiner Dauer für die Lebenden wie für die Toten, in dem die Grenze zwischen Leben und Tod nicht mehr besteht, in dem keine Figur wie die andere ist, kein noch so unscheinbares Detail austauschbar, alles individuell geprägt und ausgeprägt, in dem es keinen anderen Zweck gibt als den, da zu sein und da zu bleiben, geworden, gewachsen, gebaut, einen Raum, in dem alles auf einander bezogen ist, alles zu allem in Bezug steht, alle Teile zueinander und zum Ganzen.“„Die einzelnen Exponate – Hortensia nennt sie beseelte Urbilder – tragen Namen wie Der Philosoph, Der steirische Don Quijote, Der Schalk, Die Gütige oder Die Tugendhafte. Ihre Gruppierung mit verschiedenen Ebenen und Diagonalen bestimmt den Raum, dadurch entsteht Lebendigkeit und ein Zueinander – als könnten sie sprechen“.

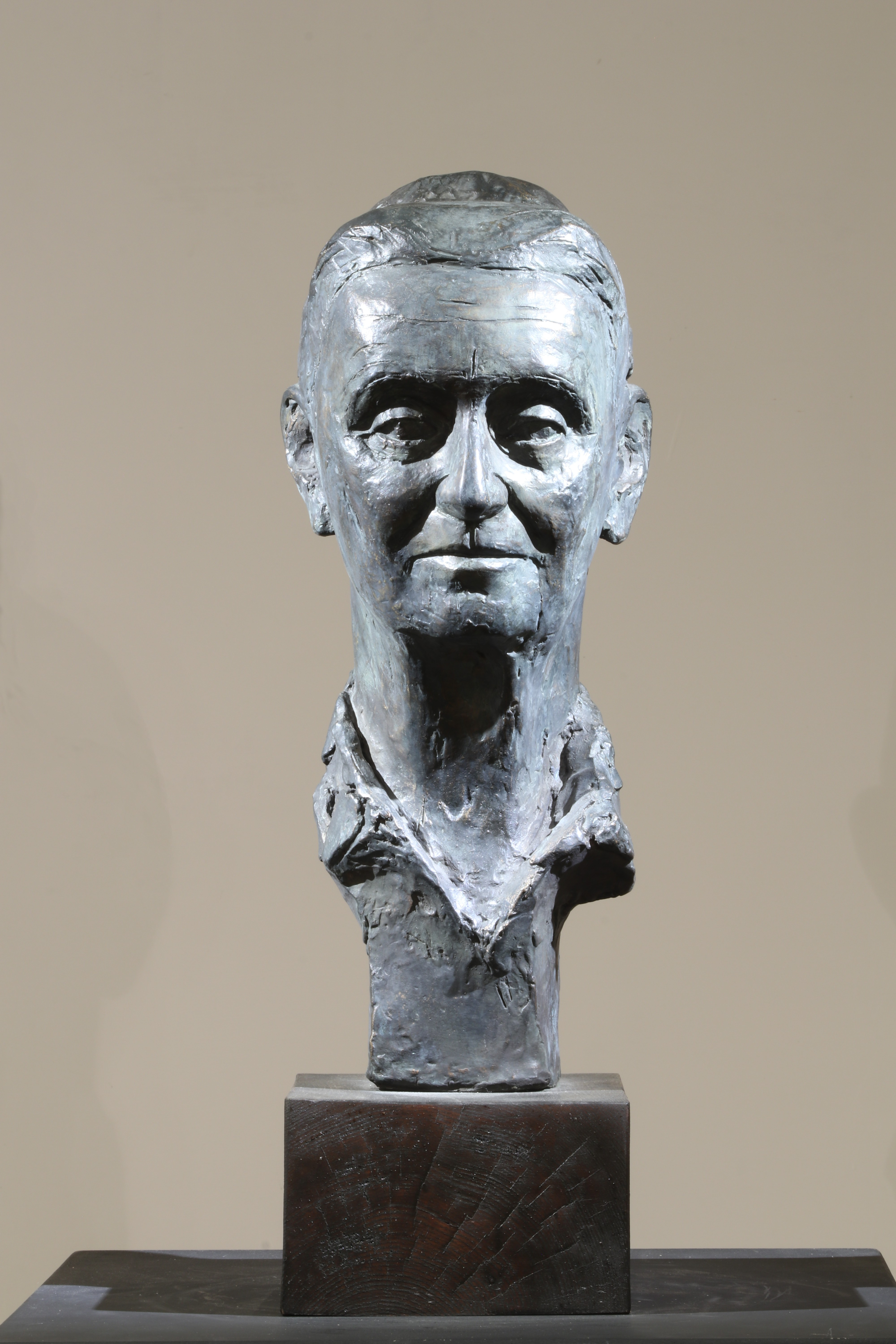
Die Tugendhafte
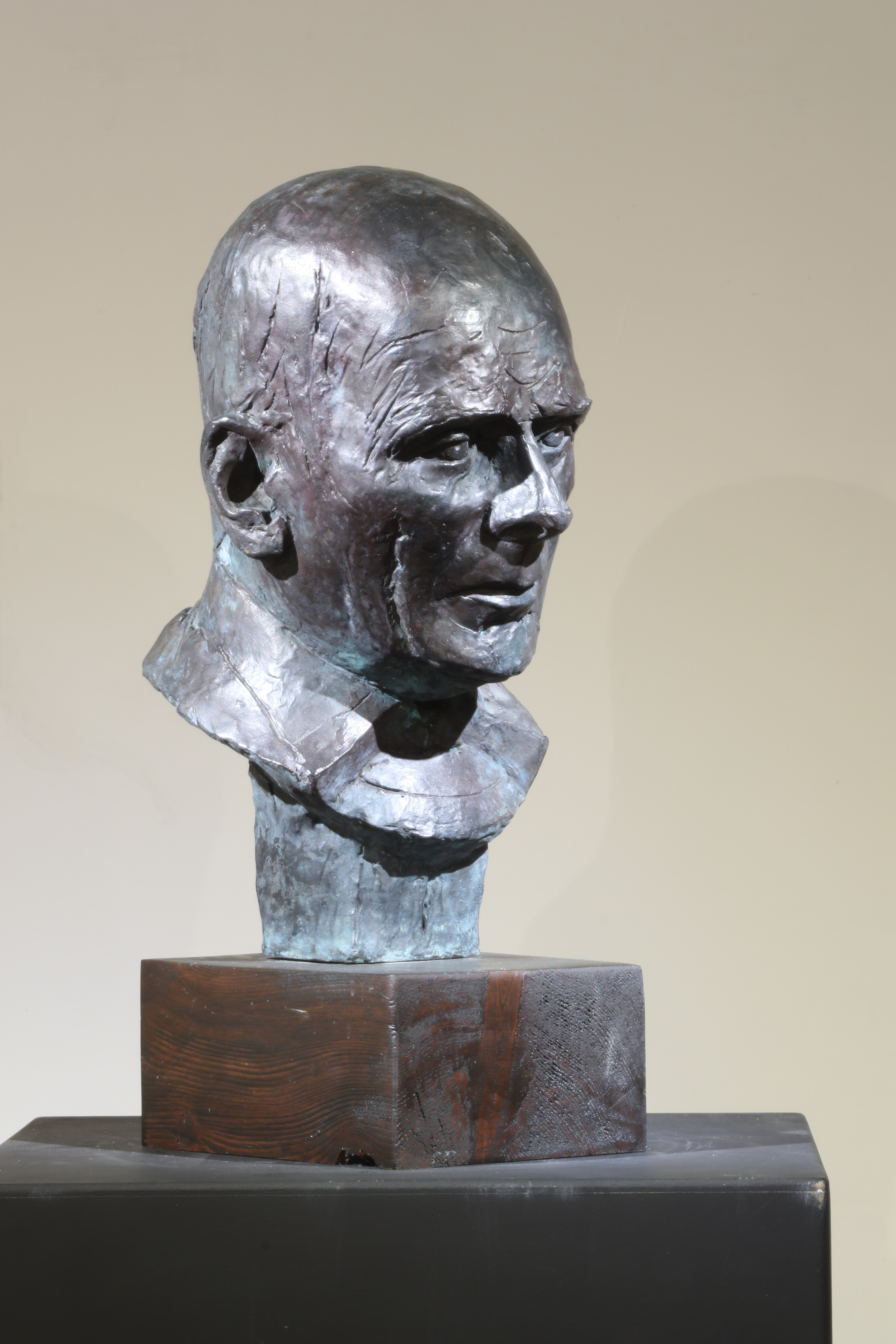
Der Herrgottschnitzer
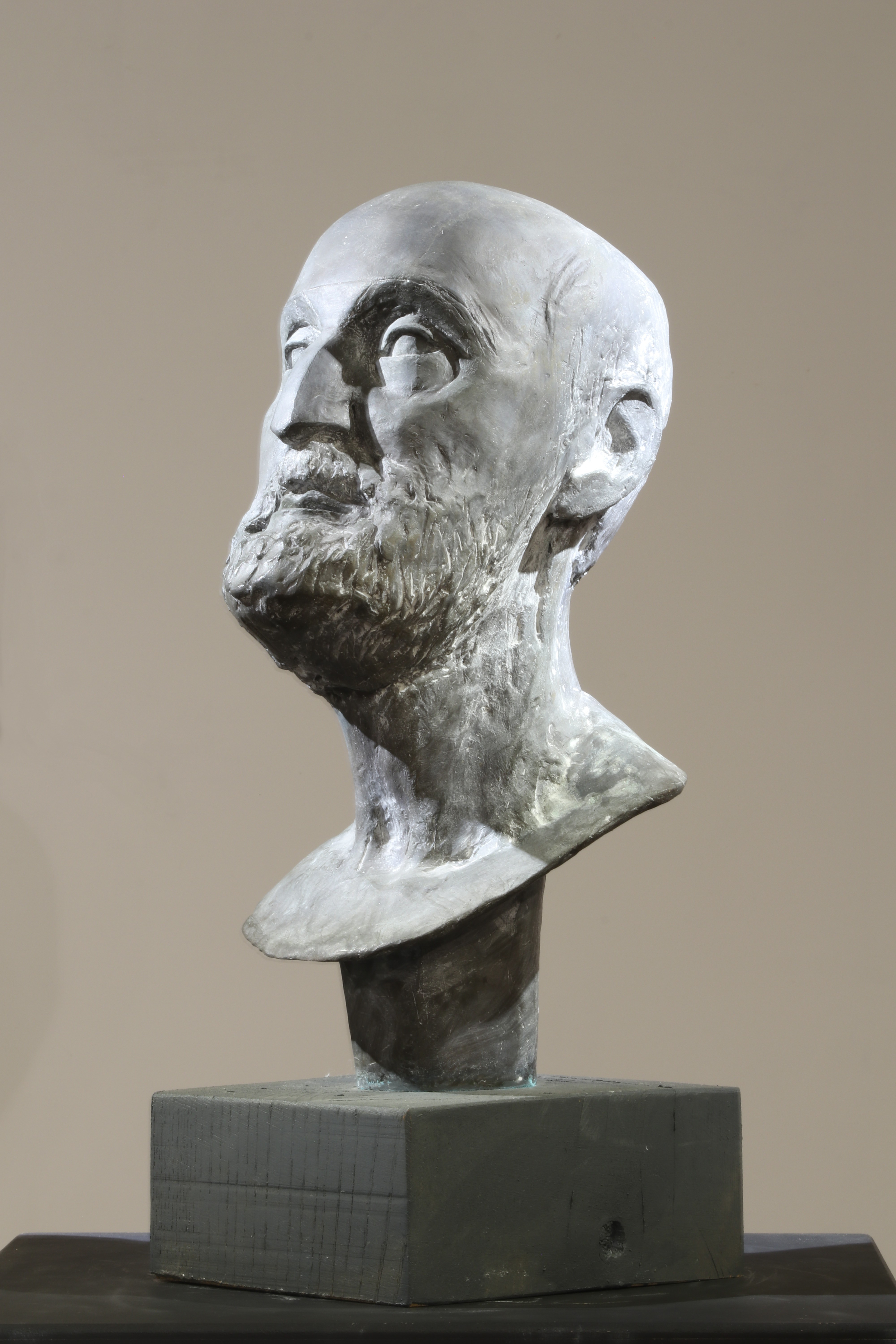
Der Philosoph
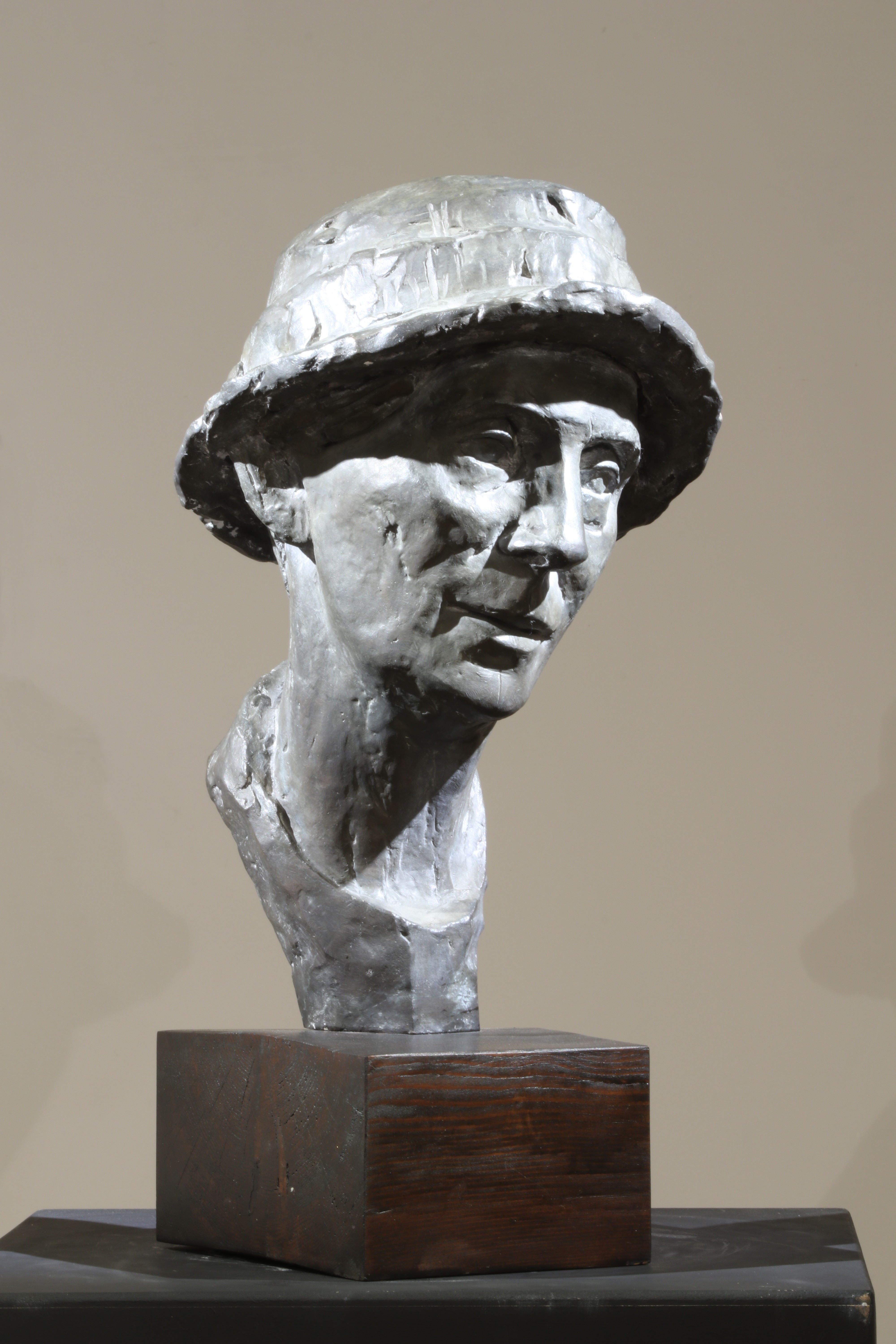
Die Gütige
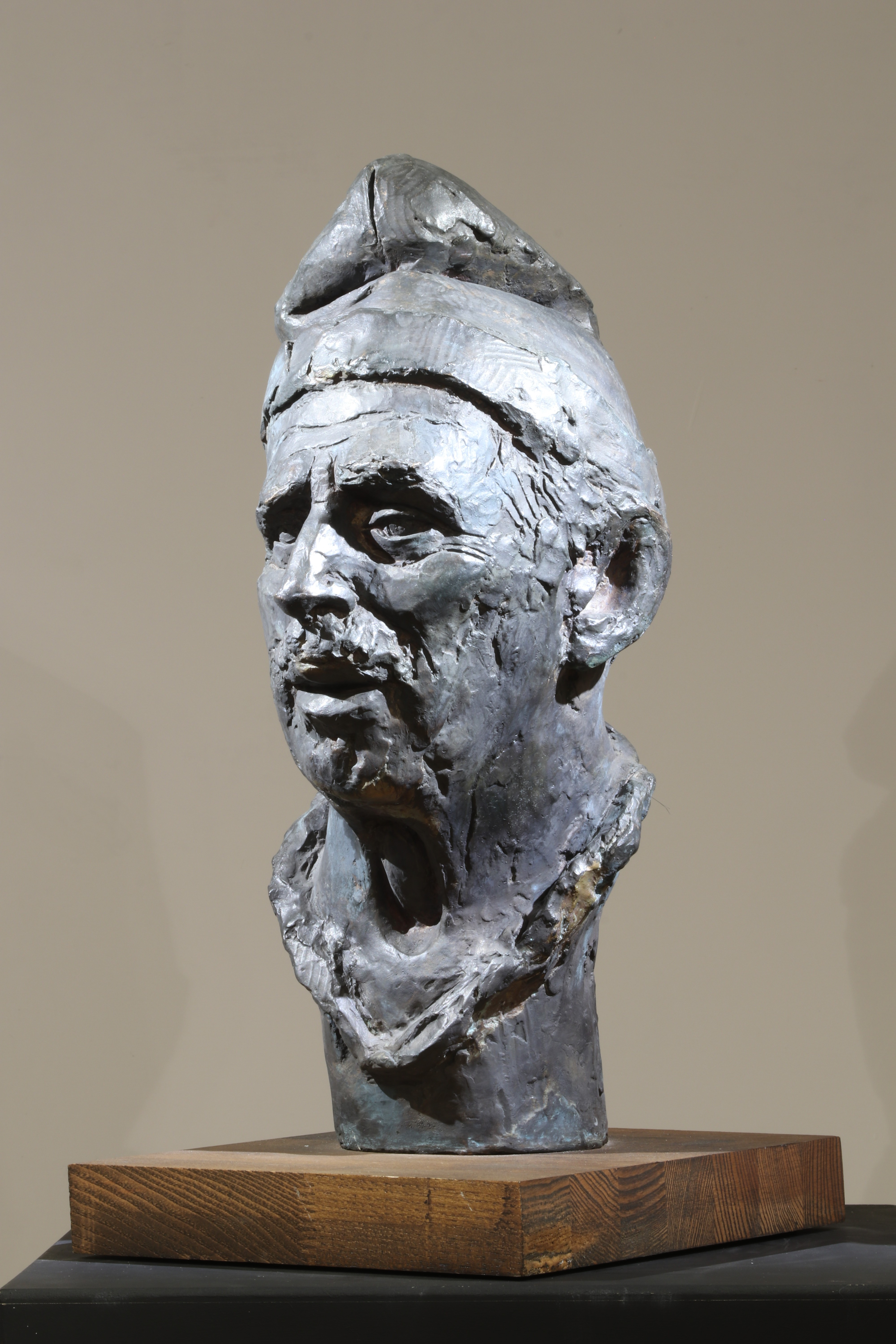
Bauer als Doge
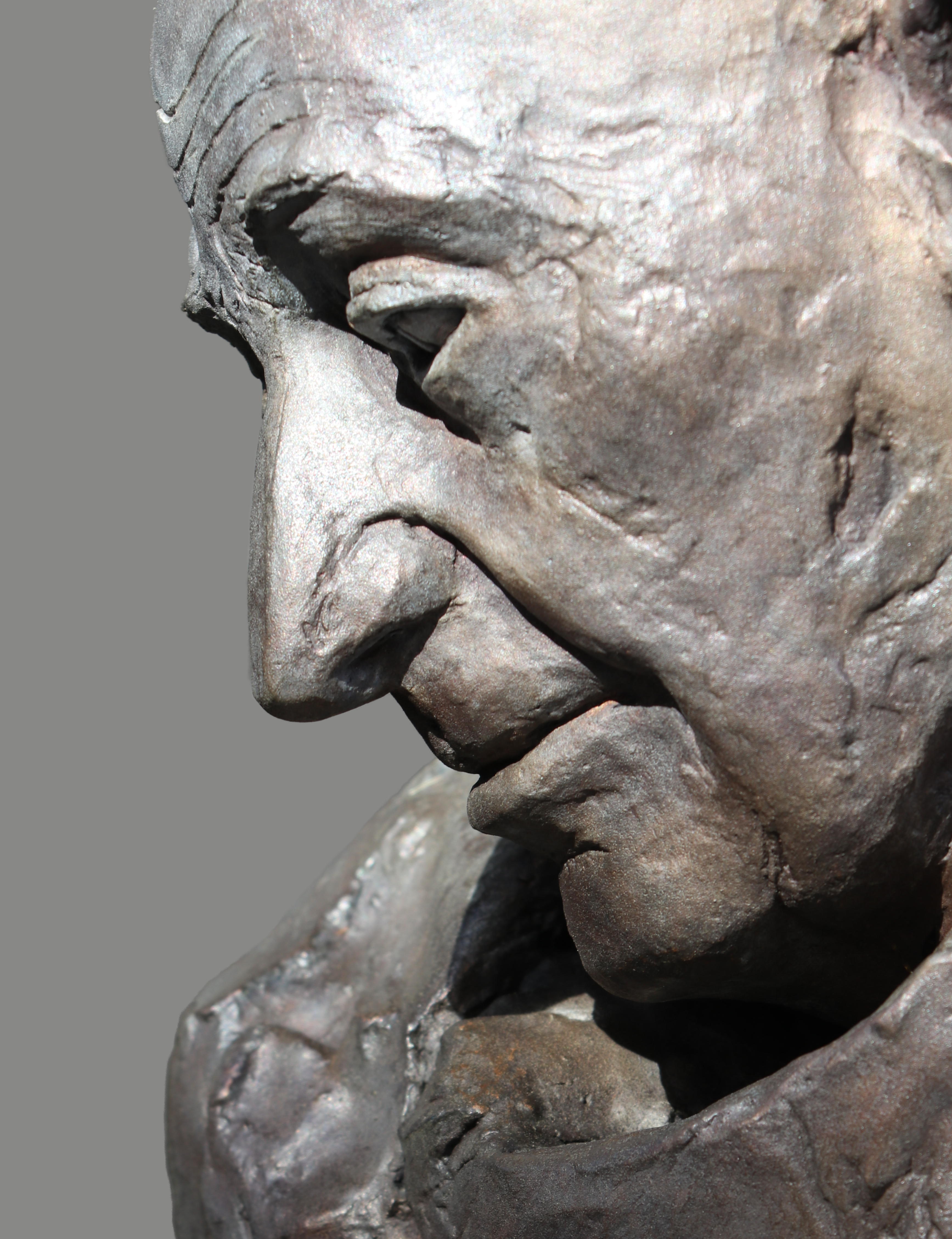
Edelbauer, Detail
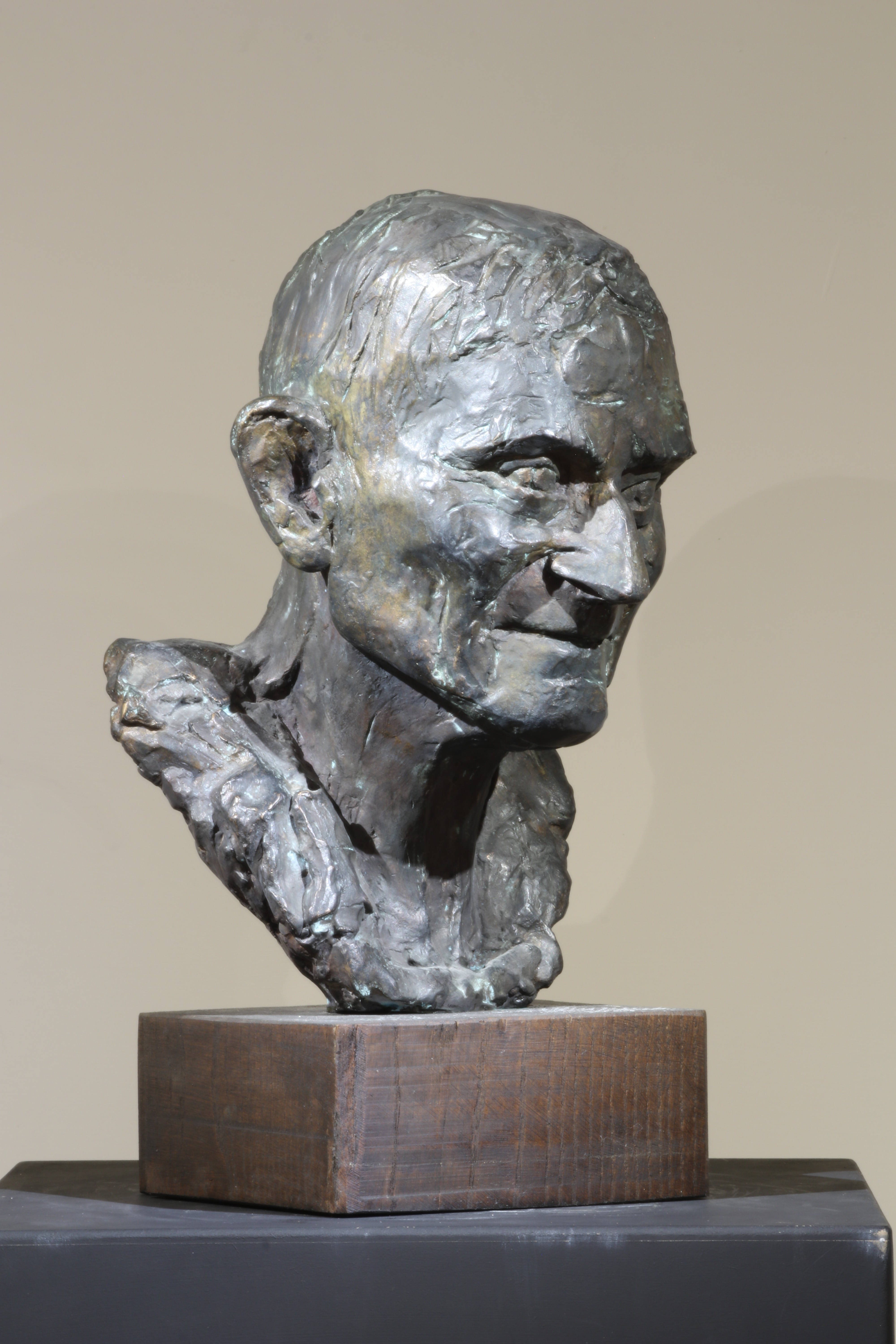
Der steirische Don Quijote
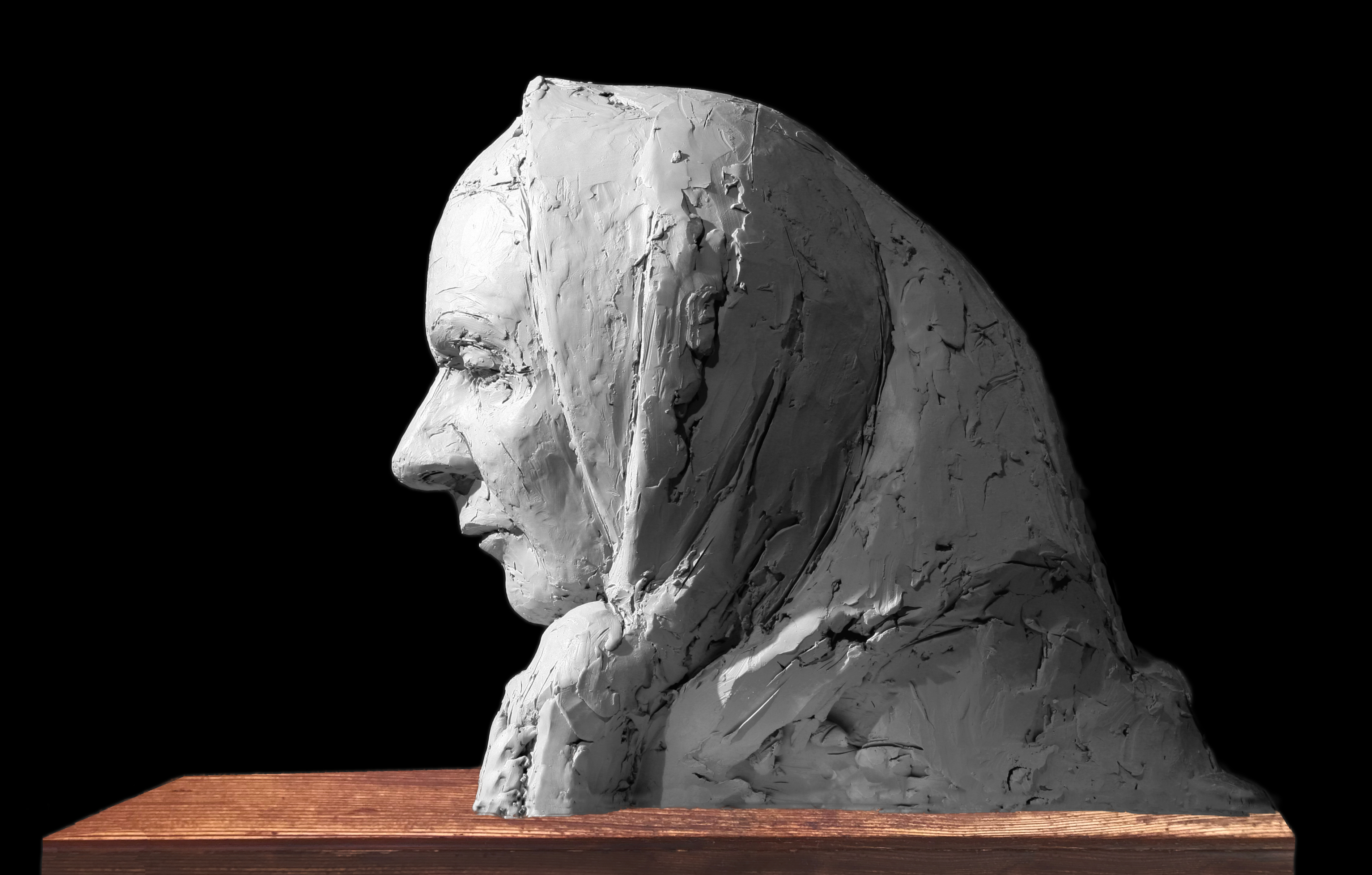
Die Bodenständige
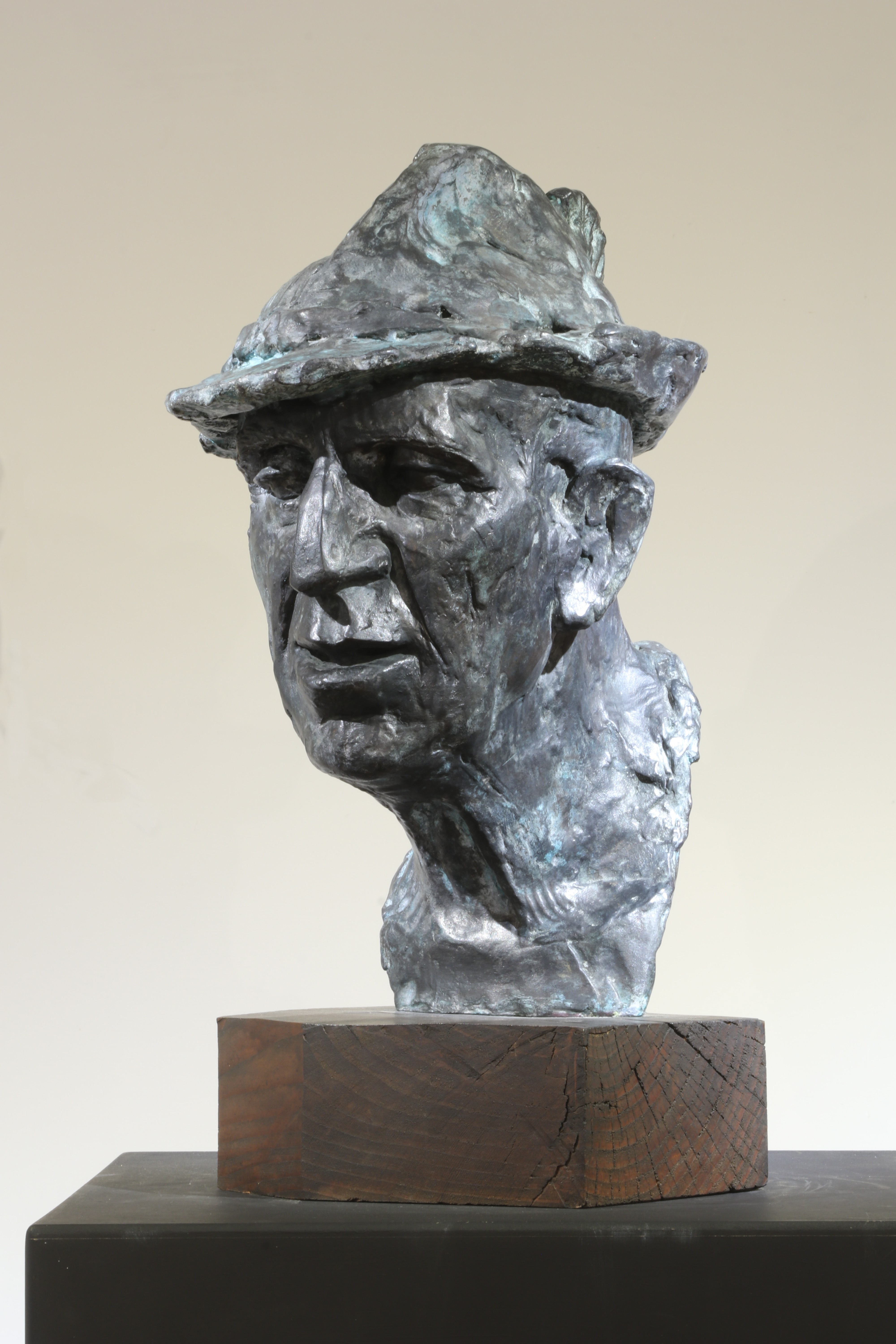
Der Schalk